# Friedrich Richter (Schauspieler)
Friedrich Richter, eigentlich Friedrich Rosenthal (* 5. Juni 1894 in Brünn, Österreich-Ungarn; † 3. März 1984 in Berlin (andere Quellen Hohen Neuendorf)), war ein deutscher Bühnen-, Film- und Fernsehschauspieler.

## Leben und Werk
Richter absolvierte zunächst eine Schauspielausbildung in Wien, bevor er 1921 seinen ersten Bühnenauftritt in Brünn hatte. Danach folgten Auftritte an den Bühnen in Prag, Wien, Breslau, Stuttgart und Düsseldorf. Im Jahr 1928 trat er der KPD bei. 1930–1932 war er an Agitprop – Theatern im Rheinland und im Ruhrgebiet tätig. 1933 emigrierte er mit seiner Frau Amy Frank in die ČSR, später in die Sowjetunion. Dort arbeitete er u. a. an dem von Maxim Vallentin geleiteten Deutschen Wandertheater. Ab 1938 Engagements beim Theater, Film und beim Funk in England, Mitarbeit beim Londoner Rundfunk. 1948 kehrte er nach Deutschland zurück und war Mitglied am Berliner Theater am Schiffbauerdamm. Als einer der bekanntesten Schauspieler des Deutschen Theaters Berlin wirkte er dort von 1952 bis 1970, danach freischaffend. Bei Film und Fernsehen lieferte Richter zahlreiche einprägsame Charakterstudien, vielfach als Wissenschaftler, Arzt, Jurist oder Industrieller.
1985 erfolgte im Berliner Ortsteil Buch eine Straßenbenennung in Friedrich-Richter-Straße.

Grabstätte

Er ist mit seiner Frau auf dem Französischen Friedhof in Berlin-Mitte bestattet.

## Filmografie (Auswahl)
- 1942: Squadron Leader X
- 1944: Mr. Emmanuel
- 1946: Das gefangene Herz (The Captive Heart)
- 1950: Der Auftrag Höglers
- 1951: Der Untertan
- 1952: Geheimakten Solvay
- 1953: Die Geschichte vom kleinen Muck
- 1954: Leuchtfeuer
- 1955: Hotelboy Ed Martin
- 1955: Stürmischer Lebensabend (TV)
- 1956: Thomas Müntzer – Ein Film deutscher Geschichte
- 1957: Wo Du hingehst
- 1957: Tinko
- 1958: Bennos böses ich (Stacheltier)
- 1958: Der Prozeß wird vertagt
- 1959: Maria Stuart (Studioaufzeichnung)
- 1959: Bevor der Blitz einschlägt
- 1959: Verwirrung der Liebe
- 1959: Weißes Blut
- 1960: Gerichtet bei Nacht (TV)
- 1960: Seilergasse 8
- 1960: Hatifa
- 1961: Der Tod hat ein Gesicht
- 1961: Der Fall Gleiwitz
- 1961: Gewissen in Aufruhr
- 1961: Vielgeliebtes Sternchen (TV)
- 1962: Der Fall Hellseher Drost
- 1963: Bonner Pitaval: Die Affäre Heyde-Sawade (Fernsehreihe)
- 1965: Der Frühling braucht Zeit
- 1965: Dr. Schlüter (5. Unter Menschen)
- 1966: Lebende Ware
- 1966: Pitaval des Kaiserreiches: Der Prozeß gegen die Gräfin Kwilecki (Fernsehreihe)
- 1970: Signale – Ein Weltraumabenteuer
- 1970: Jeder stirbt für sich allein (Fernsehfilm, 3 Teile)
- 1970: Denn ich sah eine neue Erde
- 1971: KLK an PTX – Die Rote Kapelle
- 1971: In Sachen Adam und Eva
- 1972: Die Bilder des Zeugen Schattmann (TV)
- 1972: Florentiner 73 (TV)
- 1973: Zement (Fernsehfilm, 2 Teile)
- 1973: Das zweite Leben des Friedrich Wilhelm Georg Platow
- 1972: Polizeiruf 110: Ein bißchen Alibi (TV-Reihe)
- 1974: Johannes Kepler
- 1975: Jakob der Lügner
- 1975: Fischzüge (Fernsehfilm)
- 1977: Unterwegs nach Atlantis
- 1979: Für Mord kein Beweis
- 1980: Die Verlobte
- 1980: Polizeiruf 110: Vergeltung?
- 1984: Romeo und Julia auf dem Dorfe

## Theater
- 1950: Sergei Michalkow: Golowin und seine Wandlung – Regie: Inge von Wangenheim (Theater am Schiffbauerdamm)
- 1951: Herb Tank: Tanker Nebraska (Schotte) – Regie: Kurt Jung-Alsen (Theater am Schiffbauerdamm)
- 1951: Alfred Kantorowicz: Die Verbündeten (Herr Marquis) – Regie: Wolfgang Heinz (Deutsches Theater Berlin – Kammerspiele)
- 1952: Maxim Gorki: Die Feinde (Fabrikbesitzer Sachar) – Regie: Fritz Wisten (Theater am Schiffbauerdamm)
- 1953: Heinar Kipphardt: Shakespeare dringend gesucht – Regie: Herwart Grosse  (Deutsches Theater Berlin – Kammerspiele)
- 1953: Julius Hays: Der Putenhirt (Tierarzt) – Regie: Fritz Wendel (Deutsches Theater Berlin – Kammerspiele)
- 1953: Harald Hauser: Prozeß Wedding (Oberst Drueux) – Regie: Wolfgang Langhoff (Deutsches Theater Berlin)
- 1955: Gerhart Hauptmann: Vor Sonnenuntergang (Diener) – Regie: Wolfgang Heinz (Deutsches Theater Berlin)
- 1956: Peter Hacks: Eröffnung des indischen Zeitalters – Regie: Ernst Kahler (Deutsches Theater Berlin)
- 1956: Oscar Wilde: Bunbury – Regie: Herwart Grosse (Deutsches Theater Berlin – Kammerspiele)
- 1957: Mary Chase: Mein Freund Harvey (Dr. Chumley) – Regie: Wolfgang Thal (Deutsches Theater Berlin – Kammerspiele)
- 1957: William Shakespeare: König Lear (Gloster) – Regie: Wolfgang Langhoff (Deutsches Theater Berlin)
- 1957: Frances Goodrich: Das Tagebuch der Anne Frank – Regie: Emil Stöhr (Deutsches Theater Berlin)
- 1958: Erich Maria Remarque: Die letzte Station (Häftling Koch) – Regie: Emil Stöhr (Deutsches Theater Berlin – Kammerspiele)
- 1959: Friedrich Schiller: Wallenstein (Questenberg) – Regie: Karl Paryla (Deutsches Theater Berlin)
- 1960: Peter Karvaš: Mitternachtsmesse (Vater) – Regie: Ernst Kahler (Deutsches Theater Berlin – Kammerspiele)
- 1961: Anton Tschechow: Der Kirschgarten (Leonid) – Regie: Wolfgang Heinz (Deutsches Theater Berlin)
- 1962: Oldřich Daněk: Die Heirat des Heiratschwindlers (Schriftsteller Anderscht) – Regie: Horst Drinda (Deutsches Theater Berlin – Kammerspiele)
- 1962: Saul O’Hara: Inspektor Campbells letzter Fall (Oberst Brocklesby) – Regie: Wolfgang Langhoff/Lothar Bellag (Deutsches Theater Berlin – Kammerspiele)
- 1967: Rolf Schneider: Prozeß in Nürnberg (General Rundstedt) – Regie: Wolfgang Heinz (Deutsches Theater Berlin)

## Hörspiele
- 1950: Anna Seghers: Der Prozess der Jeanne d’Arc zu Rouen 1431  (Jean Beaupere) – Regie: Herwart Grosse (Berliner Rundfunk)
- 1950: Maximilian Scheer: Paris, den 28. April – Regie: Werner Stewe (Berliner Rundfunk)
- 1950: Karl Georg Egel: Das Hauptbuch der Solvays – Regie: Gottfried Herrmann (Berliner Rundfunk)
- 1951: Egon Erwin Kisch: Landung verboten (Nach: Landung in Australien) – Regie: Werner Stewe (Berliner Rundfunk)
- 1951: Friedrich Karl Kaul: Funkhaus Masurenalle – Regie: Gottfried Herrmann (Berliner Rundfunk)
- 1951: Oleksandr Kornijtschuk: Der Chirurg (Arzt Bublik) – Regie: Werner Stewe (Berliner Rundfunk)
- 1952: Hans A. Joachim: Die Stimme Victor Hugos – Regie: Herwart Grosse (Literarische Hörfolge – Berliner Rundfunk)
- 1953: Nikolai Gogol: Die toten Seelen (Mishujew) – Regie: Richard Hilgert (Hörspiel – Berliner Rundfunk)
- 1953: Konstantin Trenjow: Ljubow Jarowaja – Regie: Günther Rücker (Berliner Rundfunk)
- 1954: Alf Scorell/Kurt Zimmermann: Der Wundermann (von Regensdorff, Oberregierungsrat) – Regie: Hans Busse (Hörspiel – Rundfunk der DDR)
- 1954: Wladimir Poljakow: Liebe, Medizin und eine kleine Wohnung (Professor) – Regie: Richard Hilgert (Hörspiel – Rundfunk der DDR)
- 1956: Nâzım Hikmet: Legende von der Liebe (Ferchads Vater) – Regie: Otto Dierichs (Rundfunk der DDR)
- 1956: Béla Balázs: Wolfgang Amadeus Mozart (Erzbischof Colloredo von Salzburg) – Regie: Joachim Witte (Hörspiel – Rundfunk der DDR)
- 1957: A. G. Petermann: Die Hunde bellen nicht mehr (Prof. Dr. Steinorth) – Regie: Theodor Popp (Kriminalhörspiel – Rundfunk der DDR)
- 1960: Rolf Schneider: Affären (Beuringer) – Regie: Werner Stewe (Hörspiel – Rundfunk der DDR)
- 1965: Vercors: Zoo oder Der menschenfreundliche Mörder (Prof. Knaatsch) – Regie: Edgar Kaufmann (Rundfunk der DDR)
- 1965: Richard Groß: Der Experte ist tot (Fernando) – Regie: Wolfgang Brunecker (Hörspiel – Rundfunk der DDR)
- 1967: Michail Scholochow: Fremdes Blut – Regie: Werner Grunow (Hörspiel – Rundfunk der DDR)
- 1970: Tschingis Aitmatow: Die Straße des Sämanns (Aksakal) – Regie: Werner Grunow (Rundfunk der DDR)
- 1971: Heinrich Mann: Die Vollendung des Königs Henri Quatre – Regie: Fritz Göhler (Hörspiel – Rundfunk der DDR)
- 1973: Bertolt Brecht: Leben des Galilei (Sehr alter Kardinal)  – Regie: Fritz Göhler (Hörspiel – Rundfunk der DDR)
- 1974: Helfried Schreiter: Immer wieder (Alter) – Regie: Werner Grunow (Hörspiel – Rundfunk der DDR)
- 1978: Helmut Bez: Jutta oder die Kinder von Damutz – Regie: Fritz Göhler (Rundfunk der DDR)
- 1979: Alberto Molina: Beerdigung unter Bewachung (Lipschutz) – Regie: Fritz Göhler (Hörspiel – Rundfunk der DDR)
- 1980: Volksbuch: Fortunatus’ Glückssäckel oder die Kunst, reich zu sein (Einsiedler) – Regie: Andreas Scheinert (Hörspiel – Litera)
- 2002: Marianne Weil/Stefan Dutt: Legionäre, Guerilleros, Saboteure – Regie: Marianne Weil/Stefan Dutt (Ein sozialistisches Gesamthörspiel (Zusammenschnitt) – DLR)